# TeleBärn
TeleBärn ist ein konzessionierter regionaler Privatfernsehsender in der Schweiz. Inhaber von TeleBärn ist AZ Medien AG.
Zum Sendegebiet gehören die Kantone Bern, Solothurn und (Deutsch-)Freiburg. Zu empfangen ist TeleBärn über Kabel, über verschiedene digitale Angebote (SwisscomTV, SunriseTV etc.) und als Live-Stream. TeleBärn ist nach TeleZüri das zweitgrösste Schweizer Regionalfernsehen.
CH Media erbringt Technik-, Produktions-, Vermarktungs- und Management-Leistungen für TeleBärn. Chefredaktor von TeleBärn ist seit 1. Mai 2024 Tobias Karlen.

## Allgemeines
Das Unternehmen besteht seit März 1995. Das Jahresbudget beträgt rund 7,5 Millionen Franken. Der Sender hatte im 2. Semester 2021 in seinem Konzessionsgebiet (Personen 3+ mit Gästen) eine Tagesreichweite von rund 82'200 Personen (oder 6,7 % des Potenzials von 1,228 Millionen Personen), in der Deutschschweiz von 138'900 Personen (oder 2,6 % des Potenzials von 5'344 Millionen Personen) und ist damit einer der führenden Schweizer Regionalsender. Der Sender ist in Bern am Dammweg 3 untergebracht.

## Geschichte
Das Unternehmen wurde am 1. März 1995 durch die damalige Berner Tagblatt Medien AG (später Espace Media Groupe) lanciert. Als erste Sendung gingen um 19 Uhr die RegioNews über den Sender.

Altes Logo

Im Jahr 2007 ging die Aktienmehrheit der Espace Media Groupe und damit auch von TeleBärn an das Zürcher Verlagshaus Tamedia über. Nachdem Tamedia 2011 beschlossen hatte, sich von den elektronischen Medien zu trennen, übernahm das in Aarau domizilierte Medienhaus AZ Medien den Sender auf den 1. Januar 2012. Unter dem Dach der AZ Medien bildete TeleBärn zusammen mit den Sendern TeleZüri und Tele M1 eine eigentliche Senderfamilie. Am 1. Oktober 2018 wurden die AZ Medien mit der NZZ-Mediengruppe zu CH Media zusammengeführt.
Vom 3. August 2022 bis am 12. November 2024 war das Newsportal BärnToday online, das mit TeleBärn und Radio Bern 1 in eine trimediale Redaktion eingegliedert war.

## Programm
Nach einem wechselnden Nachmittags- und Vorabendprogramm (14.00–18.00 Uhr) beginnt das eigentliche Hauptprogramm von TeleBärn um 18.00 Uhr. Die Programmstunde 18.00–19.00 Uhr wird nach der Erstausstrahlung stündlich wiederholt, wobei die regionalen Nachrichten bei entsprechender Newslage bis in die Nacht hinein aktualisiert werden. Um den Bezug zur Region zu unterstützen, werden die Sendungen in Mundart moderiert.
Kern des Programms ist die regionale Nachrichtensendung News. Jeden Tag produzieren die Videojournalisten des Senders rund eine Viertelstunde News. Schwerpunkt bilden aktuelle Geschichten aus den Kantonen Bern und Solothurn. Bei grossen Ereignissen behandelt der Sender auch nationale oder internationale Themen. Die tagesaktuelle Berichterstattung aus der Region wird – im Anschluss an die News – durch die Sendung Fokus (das regionale Tagesgespräch) und die regionale Wetter-Show abgerundet. Am Montag gibt es statt Fokus seit 2012 das Gesundheitsmagazin Check-up zu sehen. In der zweiten Programmhalbstunde folgen verschiedene aktuelle Talk- und Unterhaltungssendungen.
Bei den Berner Stadtrats- und Gemeinderatswahlen sendet TeleBärn den ganzen Nachmittag live aus dem Berner Rathaus.

## Sendungen
- News (täglich ab 18.00 Uhr): Nachrichten aus der Region
- TalkTäglich (Mo–Mi, 18.30 Uhr): Aktuelle Talkshow
- Bärner Rundi (Fr, 22.05 Uhr): Diskussionssendung zu kontroversen regionalen Themen
- SportTalk (Mi, 18.30 Uhr): Talksendung mit Sportlerinnen und Sportlern
- Typisch Michelle (unterschiedlich): Kochen mit Promis
- Check-up (Mo, 18.15 Uhr): Gesundheitsmagazin
- Tierisch (Do, 18.30 Uhr): Sendung für Tierliebhaber, Tiervermittlung
- Lifestyle (Fr, 18.30 Uhr): Trendmagazin
- SwissDinner (Sa, 18.25 Uhr): Unterhaltungs-Kochsendung
- SonnTalk (So, 18.25 Uhr): Gesprächsrunde zu den Themen der Woche

Weitere Sendungen im Nachmittags- und Vorabendprogramm u. a. Sara macht’s, homegateTV, Praxis Gsundheit, GlobeTV u. a.
Bei grossen Skirennen wie zum Lauberhornrennen wird die Sendung «Ski extra» ausgestrahlt.